# Friedrich Bergius
Friedrich Karl Rudolf Bergius (Breslau, Alemanya 1884 - Buenos Aires, Argentina 1949) fou un químic alemany guardonat amb el Premi Nobel de Química l'any 1931.

## Biografia
Va néixer l'11 d'octubre de 1884 a Breslau, ciutat que en aquells moments formava part d'Alemanya però que avui en dia forma part de Polònia amb el nom de Wrocław. El 1903 inicià els seus estudis de química a la Universitat de Breslau on es llicencià el 1905, i el 1907 es doctorà a la Universitat de Leipzig.
Després de la derrota nazi a la Segona Guerra Mundial s'exilià del país, establint-se inicialment a Madrid i finalment a Buenos Aires, on morí el 30 de març de 1949.

## Recerca científica
Va contribuir de manera molt important al desenvolupament de l'Alemanya nazi en la indústria química de síntesi. Va crear un procediment per a produir carburants per hidrogenització del carbó a elevades temperatures i pressions.
El 1931 fou guardonat, juntament amb el químic alemany Carl Bosch, amb el Premi Nobel de Química pel descobriment i desenvolupament del mètode de síntesi química a alta pressió.